# Marco Poncio Leliano (cónsul 145)
Marco Poncio Leliano Larcio Sabino (en latín: Marcus Pontius Laelianus Larcius Sabinus) fue un senador romano que vivió en el siglo II y desarrolló su carrera política bajo Adriano, Antonino Pío, y Marco Aurelio. Su vida se conoce principalmente a través de inscripciones.

## Orígenes y familia
Según Anthony Birley, el origen de Leliano lo indica su tribu, la Pupina, cuyos miembros se encuentran sólo en Italia "con la única excepción de Baeterrae en la Galia Narbonensis, donde sirvió dos veces". Birley sugiere que sus orígenes se encuentran en Galia Narbonensis, aunque un origen italiano "es un poco más probable".
En su monografía sobre las prácticas de denominación romana de la época, Olli Salomies escribe que Leliano es "probablemente" un hijo del Poncio Leliano mencionado en el Testamentum Dasumii. Otros miembros de su familia incluyen: un hijo, Marco Poncio Leliano, cónsul en 163; un posible hermano, Marco Poncio Sabino, cónsul en 153; y el hijo de este último, Marco Poncio Varano Sabino. Salomies no ofrece ninguna explicación para los elementos del nombre "Larcio Sabino".
Edmund Groag sugirió que Leliano se casó con Pompeya Sosia Falconila, la hija de Quinto Pompeyo Sosio Prisco, cónsul ordinario en el año 149. El profesor William McDermott apoya esta sugerencia: "La brecha entre las edades es amplia, pero no mucho más que la de Plinio y su tercera esposa Calpurnia. Puede que Poncio haya estado demasiado ocupado en el ejército para haberse casado antes, o puede que éste haya sido su segundo matrimonio.

## Carrera política
El cursus honorum de Leliano se puede reconstruir a partir de un par de inscripciones encontradas en Roma. Su carrera política comenzó en el quatraviri viarum curandorum, una de las cuatro cargos que componen el vigintivirato, cuya tarea era la de mantener las carreteras de la ciudad de Roma. A esto le siguió su cargo en la Legio VI Victrix como tribuno militar. El registro de su tiempo con VI Victrix incluye la nota "cum qua ex Germ. In Brittan. Transiit": Leliano estaba con la legión cuando fue trasladada de la frontera del Rin, a su nueva base en la Britania romana. Birley cree que el comandante de la unidad en el momento de este redespliegue, en el año 122, era Aulo Platorio Nepos. Una vez que completó su servicio en esta unidad, se desempeñó como cuestor de Galia Narbonensis; luego fue el candidato del emperador para ser tribuno de la plebe y ocupó la tercera y última de las magistraturas republicanas, la de pretor. Una vez que completó su mandato en esa magistratura, Leliano fue nombrado Curator de Arausio. Posteriormente, recibió un segundo encargo como legado o comandante de la Legio I Minervia; Géza Alföldy data su mandato desde alrededor del año 138 hasta el año 141. Tras dejar su mando, Leliano fue nombrado gobernador de la provincia imperial de Panonia Inferior; Alföldy data su mandato entre los años 141 y 144 aproximadamente; Así lo confirma un diploma militar que lo menciona como gobernador en la fecha del 7 de agosto del año 143. A su regreso a Roma, fue nombrado cónsul sufecto para el nundinium de julio-agosto del año 145 como colega de Quinto Muscio Prisco.
Como excónsul, Leliano ocupó dos cargos más al servicio del emperador, primero como gobernador de Panonia Superior, y Alföldy data su mandato en esa provincia desde el año 145 hasta alrededor del año 150, y en segundo lugar, poco después, como gobernador de la provincia de Siria desde alrededor del año 150 hasta poco después del año 153.
Por último, acompañó a Lucio Vero como comes en la Guerra contra los Partos entre los años 161 a 166, ganando como dona militaria cuatro coronas y (probablemente) cuatro hastae y cuatro vexilla y Valarie Maxfield observa: "Si tenía veinte años al momento de su tribunado militar, habría tenido casi 60 cuando acompañó a Vero en la guerra de los partos". Durante esa guerra, Leliano se opuso a los armenios y Partia; y por sus esfuerzos, fue galardonado con una dona militaria.
De vuelta a Italia, terminada la campaña pártica, fue nombrado nuevamente comes para los primeros compases de las guerras marcomanas de Marco Aurelio y Lucio Vero, y, ya fallecido Vero, comes de Marco Aurelio.
Paralelamente a todos estos cargos, Leliano fue miembro de los feciales, un sacerdocio conocido por actuar como heraldos o embajadores, de los sodales Antoniniani Veriani, sacerdotes a cargo del culto de los emperadores Antonino Pío y Lucio Vero y también perteneció al Colegio de Pontífices.